# كلارينس يونايتد
كلارينس يونايتد الاسم الكامل: (بالإنجليزية: Clarence United Football Club)‏ هو نادي كرة قدم أسترالي وشارك في الدوري الجنوب الأسترالي الممتاز.